# 賦課
| ウィキペディアには「賦課」という見出しの百科事典記事はありません（タイトルに「賦課」を含むページの一覧/「賦課」で始まるページの一覧）。 代わりにウィクショナリーのページ「賦課」が役に立つかもしれません。 |